# إزرائيل كروسبي
إزرائيل كروسبي (بالإنجليزية: Israel Crosby)‏ هو عازف جاز أمريكي، ولد في 19 يناير 1919 في شيكاغو في الولايات المتحدة، وتوفي بنفس المكان في 11 أغسطس 1962.

## وصلات خارجية
- إزرائيل كروسبي على موقع ميوزك برينز (الإنجليزية)
- إزرائيل كروسبي على موقع أول ميوزيك (الإنجليزية)
- إزرائيل كروسبي على موقع ديسكوغز (الإنجليزية)